# 구능물루 국립공원
구능물루 국립공원(말레이어: Taman Negara Gunung Mulu)은 말레이시아 사라왁주 미리 바하지안에 있는 국립공원이다. UNESCO는 2000년 열대 우림과 카르스트 지형, 그리고 동굴의 보존 가치를 인정하여 세계 유산으로 지정하였다. 국립공원의 이름은 공원 안에 있는 물루 산의 것을 딴 것이다.

## 지리
물루 산은 2,376 m이며 사암으로 구성되어 있다. 국립공원의 대부분은 석회암 지대로 카르스트 지형을 이루고 있어 수 많은 동굴과 돌리네, 봉우리 들이 거대한 네트워크를 이루고 있다. 물루 산은 세계에서 가장 많은 동굴이 있는 것으로 유명하다. 그 가운데 사라왁 동공은 길이 약 700 m, 폭 약 300 m, 높이 70 m로 단일한 동공(洞空)으로는 세계에서 가장 크다.

## 동물상
구능물루 국립공원에는 코뿔새를 비롯한 8 - 9 종의 코뿔새과 새가 서식하고 있다. 동굴에는 다양한 박쥐들이 서식하고 있는데 20여 종이 알려져 있으며, 개체수는 2백50만에서 3백50만마리로 추정되고 있다.
구능물루 국립공원의 특징적인 포유류로는 보르네오수염돼지가 있다. 문랫은 말레이시아와 인도네시아 지역에 사는 고슴도치과의 동물로 멸종 위기에 처해있다.

## 참고 문헌
- Hans P. Hazebroek and Abang Kashim bin Abang Morshidi National Parks of Sarawak, 2000, Perpustakaan Negara Malaysia, ISBN 983-812-032-4
- David W Gill. "The Gunung Mulu National Park Nomination for World Natural Heritage Listing. Sarawak, Malaysia". 1999. Sarawak Forest Department.